# Улицы Северодонецка
Площади города:
- Площадь Мира (до государственного переворота Площадь Советская) — площадь появилась в начале 60-х годов. Расположена на пересечении Центрального проспекта и бульвара Дружбы Народов. На площади расположены здание городского совета и Дворца культуры Химиков, памятник В. И. Ленину (памятник снесен). Асфальтовое покрытие. До середины 90-х являлась центральной площадью города, на ней в советской время проходили митинги и демонстрации.
- Площадь Победы — площадь появилась в начале 70-х годов. Расположена на пересечении Центрального и Гвардейского проспектов. На площади расположено здание НИИХиммаш (в нём располагается Луганская областная военно-гражданская администрация), НПО «Импульс», Северодонецкий ледовый дворец спорта. На площади установлена 15-метровая стела в память о воинах ВОВ. С середины 1990-х годов является центральной площадью города, здесь проходят праздничные мероприятия, ярмарки и выставки, так же является культурно-досуговым местом горожан.

Проспекты города:
- Гвардейский проспект — это звание улице Лисичанской (таково было первоначальное название, так как она фактически была дорогой на Лисичанск) присвоено в 1975 году, к 30-летию победы в ВОВ — в честь воинов 41-й гвардейской стрелковой дивизии, освобождавших Лисхимстрой от фашистов. Проспект Гвардейский — самая длинная улица Северодонецка. Именно здесь начался рост города ввысь — появились первые девятиэтажки.
- Проспект Химиков (до 1996 года Комсомольский проспект) — проспект был очень похож на улицу Ленина. После открытия в 1978 году троллейбусных маршрутов проспект расширили. В 1996 году Комсомольский проспект был переименован в проспект Химиков.
- Центральный проспект (до 2015 года Советский проспект) — в начале 60-х были объединены 2 улицы Северодонецка: Советская и Ворошилова. Так появился Советский проспект — первый в городе. Он стал своеобразным экватором и местом больших строек. Именно здесь возведены многие достопримечательности Северодонецка: Дворец Химиков, Городской Дворец Культуры, здание городского совета, «Детский мир», Ледовый дворец, кинотеатр «Современник».
- Проспект Космонавтов — проспект Космонавтов появился в Северодонецке на рубеже 60-70 годов — на волне огромной популярности темы космоса и активного развития космической отрасли. Впрочем, появлению улицы с таким названием способствовала не популярность темы, а сотрудничество предприятий города («Импульс», «Азот», «ОКБА») с организациями космической отрасли и неоднократные деловые визиты в Северодонецк космонавтов и делегаций из Звёздного городка.

Шоссе:
- Шоссе Строителей — в середине 70-х построена как бетонная дорога для проезда строительной техники с Домостроительного комбината в микрорайоны 75,76 и 79. В конце 70-х участок бетонной дороги становиться объездной трассой дорог Сватово — Ворошиловград и Северодонецк — Ворошиловград. В начале 1980 года участок объездной дороги от Автовокзала до троллейбусного депо получает название Ворошиловградское Шоссе. В 1993 году шоссе решено переименовать в Шоссе Строителей да бы увековечить память первых строителей, которые строили комбинат «Азот» и другие предприятия города, а также новые микрорайоны Северодонецка

Улицы:
- Автомобильная
- Айдарская
- Богдана Лищины (до 2011-ул. Заводская)
- Ленина (до 2022-Бульвар Дружбы Народов, до 2015 года Ленина, до 1951 года Горького)
- Вилесова (до 1990-ул. Дзержинского)
- Гагарина (до 1964-ул. Фабричная)
- Гоголя
- Горького
- Дачная
- Донецкая
- Егорова (до 1991-ул. Калинина)
- Зелёная
- Киевская
- Курчатова
- Лермонтова
- Лесная
- Лисичанская
- Ломоносова
- Маяковского
- Менделеева
- Механизаторов
- Мира
- Мирошниченко
- Молодёжная
- Московская (Праздничная)
- Науки
- Новикова
- Партизанская
- Первомайская
- Пивоварова (до 1976 Призаводская)
- Промышленная
- Северная
- Силикатная
- Сметанина (до 19хх Парковая)
- Сосновая
- Сосюры
- Танкистов
- Тимирязева
- Титова
- Федоренко (до 2005 Парижской коммуны)
- Цветочная
- Чайковского
- Шевченко
- Энергетиков (до 1995 Свердлова)
- Юности (до 2015 года Октябрьская)

Переулки:
- 8-го марта (бывший пер. Школьный)
- Агафонова (до 19хх-пер. Театральный)
- Гоголя
- Лесной
- Ломоносова
- Фабричный